# イアルバン・ヌガペト
イアルバン・ヌガペト（フランス語: Earvin Ngapeth, 1991年2月12日 - ）は、フランスの男子バレーボール選手。2020年東京オリンピックMVP。
名前について、本人は「アルヴィン・ンガペト」のように発音している。

## 来歴
サン＝ラファエル出身。2007年、フランスユース代表として欧州ユース選手権に出場し、チームは優勝を果たした。また、世界ユース選手権にも出場し、チームは3位となった。2008年には、欧州ジュニア選手権に出場し、MVPを受賞した。
2008/09シーズンよりトゥールVBでプレー。チームはこのシーズンよりフランスリーグカップで3連覇。2009/10シーズンにはフランスリーグで優勝し、2010/11シーズンも準優勝を果たした。
2010年、19歳のときにフランス代表として世界選手権に出場する。しかし、当時の監督であったフィリップ・ブランと口論になり、代表チームから外された。2011年、欧州選手権で代表に復帰した。
2011/12シーズンよりイタリアのピエモンテ・バレーで2シーズンプレーした。
2013/14シーズンはロシアのVCクズバス・ケメロヴォに在籍したが、シーズン途中に契約を破棄し、イタリアのモデナ・バレーに移籍した。後にロシアのゼニト・カザンで3シーズンプレーし、現在もモデナに在籍。
2015年、欧州選手権でフランス代表の優勝に貢献しMVPを受賞。
2021年、2020年東京オリンピックでチームの金メダルに貢献し、自身もMVPを受賞した。
2022年、モデナで2021/22シーズンを終えた後、チームメイトのニミル・アブデル＝アジズと共に、アジアクラブ選手権限定で、イランのペイカン・テヘランVCでプレーした。決勝でサントリーサンバーズを相手に2セットダウンから逆転勝ちし、チームに優勝をもたらせ、自身もベストアウトサイドヒッターを受賞した。フランス代表でも活躍は続き、同年のネーションズリーグでも初優勝に貢献し、こちらでもMVPを受賞した。

## 球歴
- フランス代表
  - オリンピック - 2016リオデジャネイロ、2020東京、2024パリ
  - 世界選手権 - 2010年、2014年、2018年
  - 欧州選手権 - 2011年、2013年、2015年、2017年、2019年、2021年
  - ワールドリーグ - 2011-2017年
  - ネーションズリーグ - 2018年-
- フランスジュニア代表
  - 欧州ジュニア選手権 - 2008年、2010年
- フランスユース代表
  - 世界ユース選手権 - 2007年
  - 欧州ユース選手権 - 2007年

## 所属クラブ
- トゥールVB（2008-2011年）
- ピエモンテ・バレー（2011-2013年）
- VCクズバス・ケメロヴォ (en) （2013年）
- モデナ・バレー（2014-2018年）
- アル・ラーヤンSC (en) （2018年）
- ゼニト・カザン（2018-2021年）
- モデナ・バレー（2021-2023年）
  -  ペイカン・テヘランVC（2022年5月）
- ハルクバンク・アンカラ (en) （2023-2024年）
- Jakarta Bhayangkara Presisi（2024年）
- スタッド・ポワトヴァンVB (fr) （2024年-）

## 受賞歴
- 2008年 - 欧州ジュニア選手権 - MVP
- 2009年 - 欧州ジュニア選手権 - MVP、ベストサーバー
- 2015年 - ワールドリーグ - MVP、ベストアウトサイドスパイカー
- 2015年 - 欧州選手権 - ベストアウトサイドスパイカー
- 2017年 - ワールドリーグ - MVP、ベストアウトサイドスパイカー
- 2021年 - 2020年東京オリンピック - MVP
- 2022年 - アジアクラブ選手権 - ベストアウトサイドスパイカー
- 2022年 - ネーションズリーグ - MVP、ベストアウトサイドスパイカー